# سانتيري هوستيكا
سانتيري هوستيكا هو لاعب كرة قدم بولندي يلعب في مركز الدفاع مع نادي لاسك لينتس.

## وصلات خارجية
- سانتيري هوستيكا على موقع الاتحاد الأوربي (الإنجليزية)
- سانتيري هوستيكا على موقع إي إس بي إن إف سي (الإنجليزية)
- سانتيري هوستيكا على موقع قاعدة بيانات كرة القدم.إي يو (الإنجليزية)
- سانتيري هوستيكا على موقع بيانات كرة القدم. دي إي (الألمانية)
- سانتيري هوستيكا على موقع Soccerbase.com (لاعب) (الإنجليزية)
- سانتيري هوستيكا على موقع Soccerway.com (الإنجليزية)
- سانتيري هوستيكا على موقع عالم كرة القدم.نت (الإنجليزية)